# Malacoscylus gratiosus
Malacoscylus gratiosus là một loài bọ cánh cứng trong họ Cerambycidae.